# リードホース
リードホースとは、離乳した当歳から1歳の仔馬の面倒を見る、人間でいう保育士のような役割を担う馬である。
すべての牧場にリードホースがいるわけではなく、ある程度頭数がいる牧場に限られている。また、リードホースになる馬は性格など資質も重要視される。
基本的に、引退した繁殖牝馬、または繁殖入りできなかった牝馬がなることが多い。しかし、牝馬のリードホースでは成長した牡馬相手に力負けする場合もあるため、牧場によっては騸馬を導入している。

## リードホースになった著名な元競走馬
- アゼリ[3]
- インティライミ[4][5]
- ヴィートマルシェ[6]
- ウインドインハーヘア
- シェルズレイ[6]
- シルヴァースカヤ[6]
- ジンジャーパンチ[6]
- シンハリーズ[6]
- トゥザヴィクトリー[3]
- ドナブリーニ[6]
- トリオンフ[1]
- ハルーワスウィート（ヴィルシーナ、シュヴァルグラン、ヴィブロスの母）[6]
- ビッグゴールド[7]
- ビワハイジ[3]
- ファストフレンド[8]
- ファリダット[9]
- フェノーメノ[10]
- フサイチホウオー[5]
- ブルーメンブラット[6]
- ホワットケイティーディド（スリープレスナイトの母）[3]
- メジロドーベル[11]
- レーヴドスカー[6]
- レクレドール[12]
- ローズバド[13]